# Bari nitrat
Bari nitrat với công thức hóa học Ba(NO3)2 là một muối của bari với ion nitrat.
Bari nitrat là một chất rắn màu trắng ở nhiệt độ phòng. Nó hòa tan trong nước, và giống như các hợp chất barium hòa tan khác, có độc tính. Chất này có trong tự nhiên như là khoáng chất rất hiếm nitrobarit. Các tính chất của bari nitrat giúp nó có mặt trong nhiều ứng dụng quân sự, bao gồm lựu đạn thermit và đạn gây cháy.

## Sản xuất
Bari nitrat được sản xuất theo một trong hai quy trình. Quy trình đầu tiên liên quan đến việc hòa tan các khối nhỏ bari cacbonat trong acid nitric, cho phép các chất bẩn sắt kết tủa, sau đó lọc, bốc hơi, và kết tinh. Quy trình thứ hai cho bari chloride kết hợp với dung dịch natri nitrat nóng, tạo ra các tinh thể bari nitrat rồi tách ra khỏi hỗn hợp.

## Phản ứng
Ở nhiệt độ cao, bari nitrat phân hủy thành bari oxide, nitơ dioxide, và oxy:
 2Ba(NO3)2 → 2BaO + 4NO2 + O2
Trong môi trường nitơ monoxide, sự phân hủy nhiệt tạo ra bari nitrit (Ba(NO2)2). Phản ứng với sulfat kim loại hòa tan hoặc acid sulfuric tạo ra bari sulfat. Nhiều muối bari không tan, như cacbonat, oxalat và phôtphat của kim loại, được kết tủa bằng các phản ứng phân hủy kép tương tự. Bari nitrat là một chất oxy hóa và phản ứng mạnh mẽ với các chất khử thông thường. Chất bột rắn này khi trộn với nhiều kim loại khác như nhôm hoặc kẽm nghiền mịn, hoặc kết hợp với các hợp kim như nhôm-magnesi, sẽ đánh lửa và nổ khi va đập.